# Würnsdorf
Würnsdorf ist eine Ortschaft und eine Katastralgemeinde der Marktgemeinde Pöggstall im Bezirk Melk in Niederösterreich. Die Ortschaft hat 207 Einwohner (1. Jänner 2024).

## Geografie
Das westlich von Pöggstall liegende Dorf wird vom Weitenbach durchflossen. Beim Ort zweigt die Weitental Straße aus der Zwettler Straße ab und zur Ortschaft zählen auch der Weiler Am Teich sowie einige Einzellagen.

## Geschichte
Laut Adressbuch von Österreich waren im Jahr 1938 in der Ortsgemeinde Würnsdorf ein Bäcker, ein Binder, ein Fleischer, drei Gastwirte, drei Gemischtwarenhändler, ein Hammerschmied, ein Holzhändler, ein Maschinenhändler, zwei Mühlen mit Sägewerk, ein Sattler, ein Schmied, ein Schneider und drei Schneiderinnen, drei Schuster, zwei Tischler, ein Viehhändler, ein Viktualienhändler, ein Wagner, ein Zuckerbäcker und ein Landwirt mit Ab-Hof-Verkauf ansässig.

## Kunst
Der Landschaftsmaler und Aquarellist Thomas Ender fertige um 1830 eine Aquarellstudie von Würnsdorf an, die einen Blick von Osten auf den Ort zeigt, in dessen Zentrum die Filialkirche St. Peter und Paul steht. Im Hintergrund erhebt sich der Rücken des Ostrongs, der bis zum Großen Peilstein ansteigt. Das Aquarell befindet sich heute im Besitz des Landes Niederösterreich.